# Octavio I. Romano
Octavio Ignacio Romano V. (1923-2005) fue profesor de salud pública en UC Berkeley y fundador de Quinto Sol Publications.
Romano nació en la Ciudad de México en 1923. Él y su familia se mudaron a los Estados Unidos cuando era niño y crecieron en San Diego. Se alistó en el Ejército de los EE. UU. durante la Segunda Guerra Mundial y sirvió en Europa durante dos años y medio. Después de la guerra, Romano usó el G.I. Bill para convertirse en la primera persona de su familia en obtener un título universitario.
Fundó Quinto Sol en 1965, donde publicó la novela debut de Rudolfo Anaya Bless Me, Ultima en 1972 después de que otras casas editoriales la ignoraran. Romano es considerado por algunos como fundamental en el origen del pensamiento cultural chicano. Quinto Sol también publicó El Grito en Berkeley de 1967 a 1974 con Nick C. Vaca y Herminio Ríos.